# Jennifer Jason Leigh
Jennifer Jason Leigh, właśc. Jennifer Lee Morrow (ur. 5 lutego 1962) – amerykańska aktorka filmowa i teatralna pochodzenia żydowskiego, nominowana do Oscara dla najlepszej aktorki drugoplanowej za rolę w filmie Nienawistna ósemka. Karierę rozpoczynała już jako dziecko.
Zasiadała w jury konkursu głównego na 57. MFF w Wenecji (2000).

## Filmografia
- 1980: Eyes of a Stranger jako Tracy Harris
- 1982: Beztroskie lata w Ridgemont High (Fast Times at Ridgemont High) jako Stacy Hamilton
- 1983: Girls of the White Orchid, alternatywny tytuł: Death Ride To Osaka jako Carol Heath
- 1983: Łatwe pieniądze (Easy Money) jako Allison Capuletti
- 1984: Grandview, U.S.A. jako Candy Webster
- 1985: Ciało i krew (Flesh & Blood) jako Agnes
- 1986: Autostopowicz (The Hitcher) jako Nash
- 1987: Siostra, siostra (Sister, Sister) jako Lucy Bonnard
- 1988: W sercu nocy (Heart of Midnight) jako Carol Rivers
- 1990: Pogrzebany żywcem (Buried Alive) jako Joanna Goodman
- 1990: Piekielny Brooklyn (Last Exit to Brooklyn) jako Tralala
- 1990: Miami Blues jako Susie Waggoner
- 1991: Ognisty podmuch (Backdraft) jako Jennifer Vaitkus
- 1991: W matni (Rush) jako Kristen Cates
- 1992: Sublokatorka (Single White Female) jako Hedra Carlson
- 1993: Na skróty (Short Cuts) jako Lois Kaiser
- 1994: Hudsucker Proxy (The Hudsucker Proxy) jako Amy Archer
- 1994: Pani Parker i krąg jej przyjaciół (Mrs. Parker and the Vicious Circle) jako Dorothy Parker
- 1995: Dolores (Dolores Claiborne) jako Selena St. George
- 1995: Georgia jako Sadie Flood
- 1996: Kansas City jako Blondie O’Hara
- 1997: Plac Waszyngtona (Washington Square) jako Catherine Sloper
- 1997: Tysiąc akrów (A Thousand Acres) jako Caroline Cook
- 1999: eXistenZ jako Allegra Geller
- 2000: Król żyje (The King is Alive) jako Gina
- 2001: Party na słodko (The Anniversary Party) jako Sally Therrian
- 2002: Droga do zatracenia (The Road to Perdition) jako Annie Sullivan
- 2003: Tatuaż (In the Cut) jako Pauline
- 2004: Childstar jako Suzanne
- 2004: Mechanik (El Maquinista) jako Stevie
- 2005: Obłęd (The Jacket) jako dr Beth Lorenson
- 2007: Margot jedzie na ślub (Margot at the Wedding) jago Pauline
- 2009–2012: Trawka (Weeds) jako Jill Price-Gray
- 2014: Alex of Venice jako Maureen, szefowa Alex
- 2015: Nienawistna ósemka (The Hateful Eight) jako Daisy Domergue
- 2016: Morgan jako dr Kathy Grieff
- 2017: Amityville: Przebudzenie jako Joan
- 2017–2021: Atypowy (Atypical) jako Elsa Gardner
- 2018: Anihilacja jako dr Ventress